# Lepage Lajos
Lepage Lajos (1859 – Kolozsvár, 1919. április) elzászi származású nyomdász, könyvkiadó és könyvkereskedő.

## Életpályája
1884-ben Békéscsabán könyvnyomdát és könyvkereskedést alapított. 1895 és 1897 között Hódmezővásárhelyen a Beregi-házban működtette  nyomdáját, könyv-, zenemű- és papírkereskedését. Azután visszaköltözött Békéscsabára,  majd eladta ottani nyomdáját, és 1901-ben megvásárolta Polcz Albert Kolozsváron működő könyvkereskedését és nyomdáját. Tőle 1911-ben Dobó Lajos vette meg, akitől Dobó Ferenc örökölte, cégjelzésként megőrizve a Lepage könyvkereskedés nevet annak a második világháború utáni megszűnéséig (1948-as államosítás).
Könyvek mellett folyóiratokat és képeslapokat is kiadott.
A Lepage könyvkereskedés könyvjegyzékei és Ex Libris cím alatt megjelentetett háromnyelvű könyvkereskedelmi prospektusai (1925–1939) arról tanúskodnak, hogy a Lepage könyvkereskedés a világ minden tájáról beszerzett tudományos és szépirodalmi művekkel látta el vásárlóit.
Czitrom Gábor
Az üzlet a Fő tér 2. sz. alatt működött, majd az egyik Státusházba költözött (Fő tér 31.), az 1940-as években fióküzlete volt a Mátyás király utca 4. sz. alatt.
Lepage Lajos a Házsongárdi temetőben Kendeffy Ádám sírkertje mellett van eltemetve, sírköve eltűnt.